# Leichtathletik-Europameisterschaften 1966/Diskuswurf der Männer

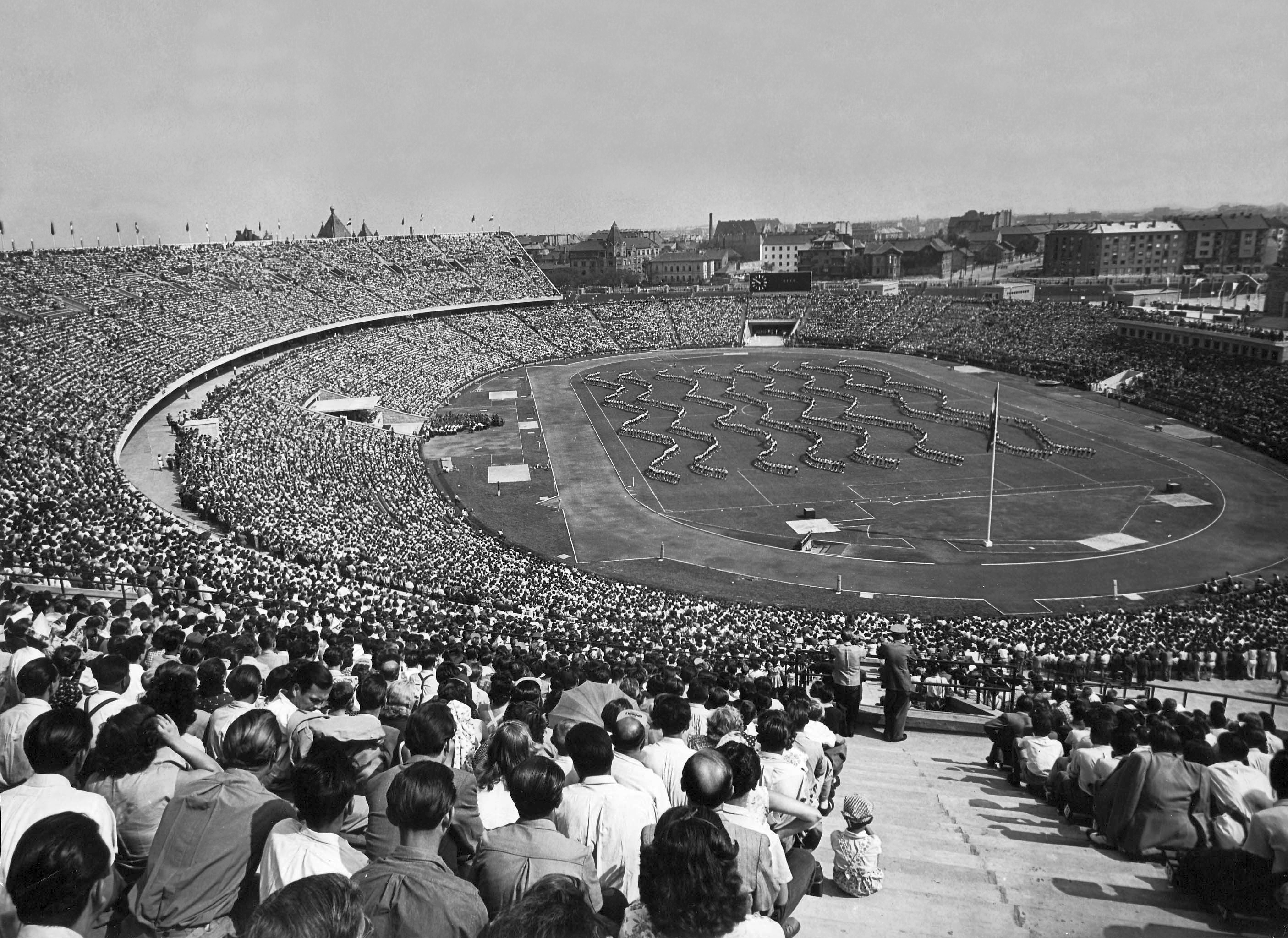
Das Népstadion bei einer Veranstaltung im Jahr 1953

Der Diskuswurf der Männer bei den Leichtathletik-Europameisterschaften 1966 wurde am 30. und 31. August 1966 im Budapester Népstadion ausgetragen.
In diesem Wettbewerb gingen alle drei Medaillen an die Werfer aus der DDR. Europameister wurde Detlef Thorith. Silber gewann Hartmut Losch. Der Olympiadritte von 1964 Lothar Milde errang auch hier die Bronzemedaille.

## Rekorde

### Bestehende Rekorde
| Weltrekord   | 65,22 m | Ludvík Daněk        | Sokolov, Tschechoslowakei (heute Tschechien) | 11. Oktober 1965   |
| Europarekord | 65,22 m | Ludvík Daněk        | Sokolov, Tschechoslowakei (heute Tschechien) | 11. Oktober 1965   |
| EM-Rekord    | 57,11 m | Wladimir Trussenjow | EM Belgrad, Jugoslawien                      | 13. September 1962 |

### Rekordverbesserung
Der im Finale neuntplatzierte sowjetische Werfer Witautas Jaras verbesserte den bestehenden Meisterschaftsrekord in der Qualifikation am 30. August um 43 Zentimeter auf 57,54 m. Zum Welt- und Europarekord fehlten ihm dabei 7,68 Meter.

## Qualifikation
30. August 1966, 17.15 Uhr
Die 24 Teilnehmer traten zu einer gemeinsamen Qualifikationsrunde an. Genau zwölf Athleten (hellblau unterlegt) übertrafen die Qualifikationsweite für den direkten Finaleinzug von 54,00 m. Damit war die Mindestanzahl von zwölf Finalteilnehmern exakt erreicht.
| Platz | Name                | Nation           | Weite (m) |
| ----- | ------------------- | ---------------- | --------- |
| 1     | Witautas Jaras      | Sowjetunion      | 57,54 CR  |
| 2     | Ludvík Daněk        | Tschechoslowakei | 56,86     |
| 3     | Edmund Piątkowski   | Polen            | 56,74     |
| 4     | Lothar Milde        | DDR              | 56,70     |
| 5     | Detlef Thorith      | DDR              | 56,42     |
| 6     | Hartmut Losch       | DDR              | 55,84     |
| 7     | Zenon Begier        | Polen            | 55,30     |
| 8     | Ernst Soudek        | Österreich       | 54,38     |
| 9     | Hein-Direck Neu     | BR Deutschland   | 54,32     |
| 10    | Jiří Žemba          | Tschechoslowakei | 54,22     |
| 11    | Silvano Simeon      | Italien          | 54,20     |
| 12    | Heimo Reinitzer     | Österreich       | 54,08     |
| 13    | Flavio Asta         | Italien          | 53,60     |
| 14    | Géza Fejér          | Ungarn           | 53,22     |
| 15    | Jens Reimers        | BR Deutschland   | 53,02     |
| 16    | Wladimir Trussenjow | Sowjetunion      | 53,02     |
| 17    | János Faragó        | Ungarn           | 52,84     |
| 18    | Lars Haglund        | Schweden         | 51,06     |
| 19    | Erik Uddebom        | Schweden         | 50,96     |
| 20    | Alain Drufin        | Frankreich       | 49,84     |
| 21    | Bill Tancred        | Großbritannien   | 48,36     |
| 22    | Georgios Tsakanikas | Griechenland     | 47,96     |
| 23    | Marcel Hertogs      | Belgien          | 47,36     |
| 24    | Ramazan Driza       | Albanien         | 45,18     |

## Finale

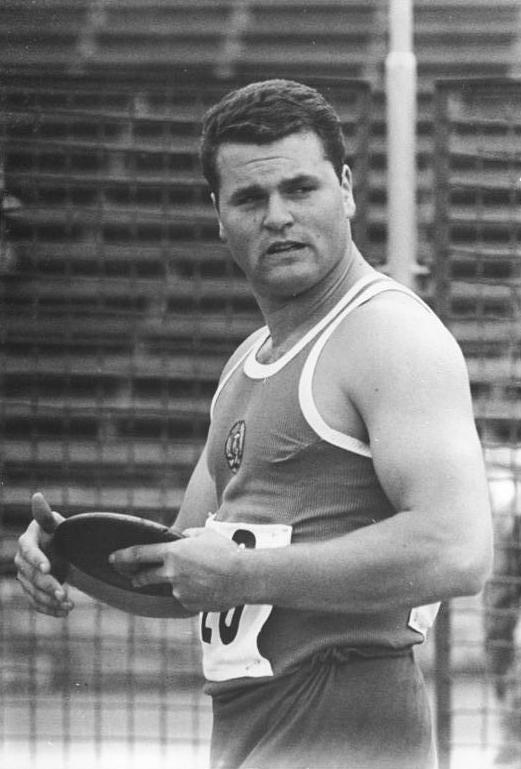
Vizeeuropameister Hartmut Losch
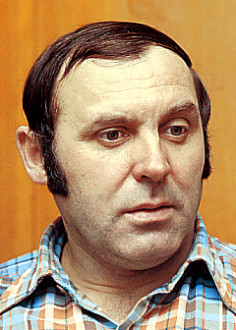
Für den Weltrekordinhaber und Olympiazweiten von 1964 Ludvík Daněk reichte es hier nur zu Platz fünf

31. August 1966, 17.00 Uhr
| Platz | Name              | Nation           | Weite (m) |
| ----- | ----------------- | ---------------- | --------- |
| 1     | Detlef Thorith    | DDR              | 57,42     |
| 2     | Hartmut Losch     | DDR              | 57,34     |
| 3     | Lothar Milde      | DDR              | 56,80     |
| 4     | Edmund Piątkowski | Polen            | 56,76     |
| 5     | Ludvík Daněk      | Tschechoslowakei | 56,26     |
| 6     | Silvano Simeon    | Italien          | 55,96     |
| 7     | Zenon Begier      | Polen            | 55,94     |
| 8     | Jiří Žemba        | Tschechoslowakei | 54,20     |
| 9     | Witautas Jaras    | Sowjetunion      | 53,98     |
| 10    | Heimo Reinitzer   | Österreich       | 53,72     |
| 11    | Hein-Direck Neu   | BR Deutschland   | 53,66     |
| 12    | Ernst Soudek      | Österreich       | 53,46     |

Europameister Detlef Thorith erzielte mit seinen sechs Würfen im Finale folgende Weiten (x – ungültig):

x – 55,90 m – x – 57,42 m – x – 54,88 m

## Video
- 1966 European Athletics Championships – Men's discus throw, youtube.com, abgerufen am 17. Juli 2022
- European Athletics In Budapest (1966), Bereich: 1:55 min bis 3:04 min, youtube.com, abgerufen am 17. Juli 2022